# Tour de Bochum féminin 2015
La 15e édition du Tour de Bochum féminin, officiellement Sparkassen Giro, a lieu le 2 août 2015. C'est la septième épreuve de la Coupe du monde de cyclisme sur route féminine 2015. Elle est remportée par l'Italienne Barbara Guarischi.

## Équipes
| Équipes féminines professionnelles (23)- Alé Cipollini - Aromitalia Vaiano - BePink LaClassica - Bigla - Boels Dolmans - BTC City Ljubljana - Hitec Products - Inpa Sottoli Bianchi Giusfredi - Lensworld-Zannata - Liv-Plantur - Lointek - Lotto Soudal Ladies - Nö Radunion Vitalogic - Optum-Kelly Benefit Strategies - Orica-AIS - Parkhotel Valkenburg - Rabo Liv Women - Team Rytger - Servetto Footon - Tibco-SVB - Topsport Vlaanderen-Pro-Duo - Velocio-SRAM - Wiggle Honda Équipes nationales (3)- Allemagne - France - Suisse |
| |

## Parcours
Huit tours d'un circuit long de 15,5 km sont à effectuer. Il est relativement plat, avec néanmoins l'ascension de la rue Henkenbergstrasse.

## Favorites
La vainqueur sortante Marianne Vos est fortait pour le reste de la saison. Les principales favorites sont les sprinteuses : Giorgia Bronzini, Jolien D'Hoore, Shelley Olds, Kirsten Wild, Lotta Lepistö, Barbara Guarischi et Lisa Brennauer. La leader de la Coupe du monde Elizabeth Armitstead vient gagner des points,.

## Récit de la course
La première échappée se forme en haut du troisième passage de la côte avec Katarzyna Niewiadoma, Valentina Scandolara et Lisa Brennauer. Elles sont reprises au bout d'un demi-tour de circuit. Les prix de la montagne sont remportés par : Christine Majerus, Katarzyna Niewiadoma et Alena Amialiusik. Les sprints intermédiaires par Corinna Lechner, Valentina Scandolara et Mayuko Hagiwara. À quarante kilomètres de l'arrivée, Elizabeth Armitstead attaque, mais la formation Velocio-SRAM mène la poursuite. L'épreuve se conclut au sprint. Lucinda Brand ouvre le lance, mais est remontée par Barbara Guarischi qui s'impose avec une très faible marge. Emilie Møberg complète le podium.

## Classements

### Classement final
| \| Classement général \| Classement général \| Classement général \| Classement général \| Classement général \| \| Coureuse \| Coureuse \| Pays \| Équipe \| Temps \| \| ------------------ \| ------------------ \| ------------------ \| ------------------------------ \| ------------------ \| \| 1re \| Barbara Guarischi \| Italie \| Velocio-SRAM \| 3 h 04 min 19 s \| \| 2e \| Lucinda Brand \| Pays-Bas \| Rabo Liv Women \| + 0 s \| \| 3e \| Emilie Moberg \| Norvège \| Hitec Products \| + 0 s \| \| 4e \| Lotta Lepistö \| Finlande \| Bigla \| + 0 s \| \| 5e \| Elena Cecchini \| Italie \| Lotto Soudal Ladies \| + 0 s \| \| 6e \| Christine Majerus \| Luxembourg \| Boels Dolmans \| + 0 s \| \| 7e \| Marta Bastianelli \| Italie \| Aromitalia Vaiano \| + 0 s \| \| 8e \| Jolien D'Hoore \| Belgique \| Wiggle Honda \| + 0 s \| \| 9e \| Lizzie Williams \| Australie \| Orica-AIS \| + 0 s \| \| 10e \| Anna Trevisi \| Italie \| Inpa Sottoli Bianchi Giusfredi \| + 0 s \| |                   |            |                                |                 |
| |                   |            |                                |                 |
| Source : Cycling Quotient |                   |            |                                |                 |
| Classement général |                   |            |                                |                 |
| Coureuse | Coureuse          | Pays       | Équipe                         | Temps           |
| 1re | Barbara Guarischi | Italie     | Velocio-SRAM                   | 3 h 04 min 19 s |
| 2e | Lucinda Brand     | Pays-Bas   | Rabo Liv Women                 | + 0 s           |
| 3e | Emilie Moberg     | Norvège    | Hitec Products                 | + 0 s           |
| 4e | Lotta Lepistö     | Finlande   | Bigla                          | + 0 s           |
| 5e | Elena Cecchini    | Italie     | Lotto Soudal Ladies            | + 0 s           |
| 6e | Christine Majerus | Luxembourg | Boels Dolmans                  | + 0 s           |
| 7e | Marta Bastianelli | Italie     | Aromitalia Vaiano              | + 0 s           |
| 8e | Jolien D'Hoore    | Belgique   | Wiggle Honda                   | + 0 s           |
| 9e | Lizzie Williams   | Australie  | Orica-AIS                      | + 0 s           |
| 10e | Anna Trevisi      | Italie     | Inpa Sottoli Bianchi Giusfredi | + 0 s           |

### Points attribués
| Position           | 1er | 2e  | 3e | 4e | 5e | 6e | 7e | 8e | 9e | 10e | 11e | 12e | 13e | 14e | 15e | 16e | 17e | 18e | 19e | 20e |
| Classement général | 120 | 100 | 85 | 70 | 60 | 50 | 40 | 35 | 30 | 25  | 20  | 18  | 16  | 14  | 12  | 10  | 8   | 6   | 4   | 2   |